# Route 23 (Uruguay)
Pour les articles homonymes, voir Route 23.
La route 23 (espagnol : ruta 23) est l'une des routes nationales de l'Uruguay. 
Elle relie la route 11 à hauteur de Juan Soler dans le département de San José à la route 3 au sud de la ville de Trinidad dans le département de Flores.
Par la loi 17409 du 26 octobre 2001, le tronçon de cette route entre son origine sur la route 11 et la ville d'Ismael Cortinas a été nommé « Francisco Espínola », en l'honneur de l'écrivain uruguayen. La même année, par la loi 17442 du 28 décembre, le tronçon entre la ville d'Ismael Cortinas et la ville de Trinidad a été nommé « Mario Arregui ».

## Tracé
Cette route commence sur la route 11 dans la ville de Juan Soler, département de San José, et se dirige vers le sud-est-nord-ouest jusqu'à la ville d'Ismael Cortinas dans le département de Flores. À partir de cette localité, la route se dirige vers le sud-ouest-nord-est jusqu'à quelques kilomètres au sud de la ville de Trinidad.
Cette route a une longueur totale de 103 km, numérotés de 100 à 203.